# 第4共和国 (テレビドラマ)
『第4共和国』（だいよんきょうわこく）は、MBC（文化放送）が制作した大韓民国のテレビドラマで、朴正煕政権（1961年 - 1979年）の後半時代、いわゆる「第四共和国」（別称：維新体制）時代の韓国政治を取り上げたものである。

## あらすじ
1995年10月18日から1996年1月15日まで放映された全30話のドラマである。朴正熙が暗殺された1979年10月26日の1日の出来事を1〜2話で、全斗煥を中心とする新軍部が軍の実権を掌握した粛軍クーデター、ソウルの春、光州事件など維新体制崩壊後の出来事を3〜10話で取り上げた後、11話から維新体制時代の韓国政治に関する出来事に沿ってドラマが展開されて行く。

## 主な出演者
- 朴正煕（第9代大韓民国大統領）：李創煥
- 金載圭（中央情報部長）：朴根瀅
- 車智澈（大統領警護室長）：李大根
- 全斗煥（保安司令官）：朴容植
- 金桂元（大統領秘書室長）：金相淳

## 各話紹介
1. 1話：運命の日10・26（1）
2. 2話：運命の日10・26（2）
3. 3話：来ない夜明け（1）
4. 4話：来ない夜明け（2）
5. 5話：歴史の逆流12・12（1）
6. 6話：歴史の逆流12・12（2）
7. 7話：奪われたソウルの春（1）
8. 8話：奪われたソウルの春（2）
9. 9話：五月の歌（1）
10. 10話：五月の歌（2）
11. 11話：尹必鏞とハナ会（1）
12. 12話：尹必鏞とハナ会（2）
13. 13話：朴大統領狙撃未遂事件（1）
14. 14話：朴大統領狙撃未遂事件（2）
15. 15話：維新クーデター（1）
16. 16話：維新クーデター（2）
17. 17話：仕手張玲子（1）
18. 18話：仕手張玲子（2）
19. 19話：申相玉・崔銀姫拉北事件（1）
20. 20話：申相玉・崔銀姫拉北事件（2）
21. 21話：閣下、一大事です（1）
22. 22話：閣下、一大事です（2）
23. 23話：金炯旭失踪事件（1）
24. 24話：金炯旭失踪事件（2）
25. 25話：料亭政治（1）
26. 26話：料亭政治（2）
27. 27話：車智澈と警護室（1）
28. 28話：車智澈と警護室（2）
29. 29話：YH事件（1）
30. 30話：YH事件（2）